# Quadriques rationnelles non bicirculaires
 (septembre 2011).
Si vous disposez d'ouvrages ou d'articles de référence ou si vous connaissez des sites web de qualité traitant du thème abordé ici, merci de compléter l'article en donnant les références utiles à sa vérifiabilité et en les liant à la section « Notes et références ».
Les quadriques rationnelles non bicirculaires sont une famille de courbes algébriques de degré 4, de genre 0 et non bicirculaires. 
On peut citer : 
- les conchoïdes de Nicomède,
- les cruciformes (en) (liés à l'ellipse) ou les pontiformes (liés à l'hyperbole) ,
- les besaces,
- les bicornes (en),
- les foliums,
- le kampyle d'Eudoxe (en),
- le deltoïde,
- le poisson (en),
- la courbe kappa,
- la quartique de Külp[1],
- les polyzomales[2].